# Александар Шафрански
Александар Шафрански (Харков, 1889 — ?) био је руски фотограф и фотографски писац. Као руски емигрант деловао је у српској фотографији између 1925. и 1941.

## Биографија
Фотографијом је почео да се бави када му је било десет година.
На почетку Првог светског рата, већ је био искусан аматер, који је одлично владао фотографијом. У својој батерији је начинио доста занимљивих фотографија. Због тога је пребачен официрску школу авијатичара-извиђача, где се специјализовао за авијатичарску фотографију. Због својих одличних радова је остао да ради у школи као наставник фотографије за официре.
У наредним годинама налазио се на разним специјалним дужностима. Био је шеф лабораторија авијатичарских дивизиона и постао је официр фотограф при шефу авијације Донских армија. Завршио је курс авијатичарске фотографије у Енглеској авијатичарској мисији, а затим је постављен за њеног руског инструктора.
Једно време је држао курсеве у Бугарској, али је врло брзо након, 29. маја 1922. године тога прешао у Југославију и већ 1. јуна је почео да ради као бродар на реморкеру „Краљ Крешимир”. Августа исте године је отпочне курсеве фотографије у Југословенској авијацији. Организовао је фото-школу у којој је држао часове војницима, подофицирима и специјални курс за генералштабне приправнике. Управљао је и посебном секцијом за израду планова места од фотографија начињених из ваздуха.
Југословенску авијацију је напустио 1925. године и постао дневничар. Залагањем Александра Костића запослен као фото-лаборант Медицинског факултета у Београду, где је активно учествовао у формирању фотографског одељења Хистолошког института.
Упоредо, деловао је и као члан Београдског фото клуба, и повремено писао текстове о аматерској фотографији (нпр. „О организацији нашег фотоаматерства“, Галерија (Иванец), бр. 6 (1934), pp. 111–113). У релативно кратком раздобљу од девет година објавио више књига из области фотографске технике и технологије и тако постао један од најплоднијих писаца у историји српске фотографије. Анализа његових књига и текстова открива да се осим руском, користио и немачком фотографском литературом.
По отпочињању Другог светског рата губи му се траг (према сећањима неких старих фотографа, нпр. Уроша Влаховића, одселио се у Аргентину).

## Књиге
- Основи фотографије, Београд, 1929;
- Како треба фотографисати, Београд, 1934;
- Општа упутства за фотографију, Београд, 1935;
- Прво познанство са апаратом - Leicagrafija, Београд, 1938;
- - нова ера у фотографији, Београд, 1938;
- Снимање помоћу инфрацрвених зракова, Земун, 1939; (коаутор књиге је Сибин В. Тодоровић, војни пилот; изгледа да постоји и претходно издање исте књиге из 1930).